# فرودگاه سوکوده
فرودگاه سوکوده (به انگلیسی: Sokodé Airport) یک فرودگاه است. این فرودگاه در کشور توگو قرار دارد.